# Семёнова-Тян-Шанская, Ольга Измайловна
Ольга Измайловна Семёнова-Тян-Шанская (9 сентября 1911, Санкт-Петербург — 4 ноября 1971, Ленинград) — советская шахматистка; мастер спорта СССР (1960). Отличник физической культуры (1958).
Внучка известного географа П. П. Семёнова-Тян-Шанского.

## Биография
В шахматы научилась играть в 18 лет. Первое участие в женских соревнованиях — чемпионат Ленинграда (1933).
Участница 9 чемпионатов СССР; 2-кратная чемпионка (1934 и 1936). В 1935 проиграла матч за звание чемпионки СССР О. Рубцовой — 2 : 7 (+1 −6 =2). Лучшие результаты в других чемпионатах: 1937 — 2-3-е; 1945 — 5-6-е; 1948 и 1950 — 6-7-е; 1953 — 3-5-е места.
В 1938 году Ольга вышла замуж за шахматного композитора Владимира Королькова. Имела двух детей — дочь Надежду (1939) и сына Александра (1945).